# Sophie Masloff
Sophie Masloff (* 23. Dezember 1917 in Pittsburgh als Sophie Friedman; † 17. August 2014 in Mount Lebanon, Pittsburgh, Pennsylvania) war eine US-amerikanische Politikerin der Demokratischen Partei, die von 1988 bis 1994 als erste Frau sowie als erste Angehörige jüdischen Glaubens Bürgermeisterin von Pittsburgh war.

## Leben

### Familiäre Herkunft, berufliche und politische Laufbahn
Sophie Friedman entstammte einer aus Rumänien eingewanderten jüdischen Familie. Ihr Vater Louis Friedman, ein Versicherungsmakler, verstarb 1920, als sie noch ein Kleinkind war, so dass ihre Mutter Jennie Friedman, die niemals Englisch sprach, den Lebensunterhalt für sie und drei weitere Kinder aus einer vorherigen Ehe als Arbeiterin in einer Zigarrenfabrik verdienen musste. Bis zu ihrer Einschulung sprach Sophie Friedman nur Jiddisch und begann nach dem Abschluss der Fifth Avenue High School 1935 eine berufliche Tätigkeit als Buchhalterin und Sekretärin.
1939 heiratete sie den Wachmann Jack Masloff, mit dem sie bis zu dessen Tod 1991 verheiratet war. Ein Jahr zuvor begann sie 1938 eine berufliche Tätigkeit als Mitarbeiterin am erstinstanzlichen Gericht (Court of Common Pleas) von Allegheny County, an dem sie 38 Jahre lang bis 1976 tätig und zuletzt stellvertretende Verwaltungsleiterin (Assistant Chief Clerk) war.
Kurz darauf begann sie auch ihre Tätigkeit in der Demokratischen Partei und fungierte seit den 1950er Jahren als Delegierte bei zahlreichen Democratic National Conventions.
Am 27. April 1976 wurde Sophie Masloff erstmals zum Mitglied des Stadtrates (Pittsburgh City Council) gewählt und gehörte diesem bis zum 6. Mai 1988 an. Am 4. Januar 1988 erfolgte ihre Wahl zur Präsidentin des Stadtrates.

### Kommissarische Bürgermeisterin
Nach dem Tod des populären Bürgermeisters Richard Caliguiri, der am 6. Mai 1988 – 20 Monate vor Ablauf seiner dritten Amtszeit – an den Folgen einer seltenen Blutkrankheit verstorben war, wurde die damals 70-jährige Sophie Masloff als Präsidentin des Stadtrates aufgrund der Stadtsatzung kommissarische Bürgermeisterin.
Die Stadt befand sich zu der Zeit seit Ende der 1970er Jahre in einem dramatischen Wandel, um den Wegfall der großen Stahlindustrie durch eine widerstandsfähige, abwechslungsreiche Wirtschaft auszugleichen. Daneben kam es seither zu einer Neugestaltung der Innenstadt, scharfen Einschnitten bei Bevölkerung und Arbeitsplätzen und einer Neuausrichtung von Bildung, Kultur und Lebensqualität. Sie schien anfangs als hoffnungslose Fehlbesetzung, was durch ihre schlichten Reden verstärkt wurde. Zuweilen schrieb sie Wörter in ihre Handflächen, um sich diese in Erinnerung zu rufen. Des Weiteren übertrug sie einen Großteil ihrer Verantwortung auf andere, so dass ihr Mitarbeiter bei der Beantwortung von Fragen bei öffentlichen Versammlungen und Pressekonferenzen zur Hilfe kommen mussten.

### Einstimmige Wahl zur Bürgermeisterin 1989
Nachdem sie sich 1989 in einer Vorwahl (Primary) der Demokratischen Partei gegen fünf Gegenkandidaten hatte durchsetzen können, wurde Sophie Masloff bei der Bürgermeisterwahl am 7. November 1989 im demokratisch geprägten Pittsburgh und ohne Gegenkandidaten der Republikanischen Partei mit 56.688 (100,0 Prozent) für eine vierjährige Amtszeit zur Bürgermeisterin gewählt.
In der Folgezeit gelangen Sophie Masloff innovative Veränderungen durch die Allianz mit Verbänden, Universitäten und öffentlichen Gruppen, die zu einer Neugestaltung Pittsburghs durch Schaffung neuer Arbeitsplätze sowie einer Eindämmung der Suburbanisierung führten. In einer Stadt von damals 390.000 Einwohnern mit zahlreichen Ortsteilen der Arbeiterklasse und einer älter werdenden Bevölkerung erwies sich ihr familiäres Auftreten als politischer Vorteil. Sie nannte sich selbst eine „alte jüdische Großmutter“ und sprach durch ihren Pittsburgher Straßendialekt insbesondere die einfacheren Bevölkerungsgruppen an, die sie mit „Hi, Sophie“ oder „How ya doin’, Sophie?“ grüßten.
Als Bürgermeisterin setzte sie sich gegen Steuererhöhungen und für stärkere Ausgaben für den Wohnungsbau ein. Weiterhin führte sie Entlassungen von städtischen Mitarbeitern durch und bekämpfte Haushaltsdefizite durch Budgetkürzungen. Trotz starker Proteste unterzeichnete sie eine Verordnung, die die Diskriminierung von Homosexuellen bei Wohnungsvermietungen, Arbeitsverträgen und Dienstleistungen in Restaurants untersagte.

#### Stilblüten
Andererseits wurde ihr Malapropismus bei Besuchen von Rockstars in der Stadt legendär: The Who wurden zu The How, Bruce Springsteen zu Bruce Bedspring und Grateful Dead zu Dreadful Dead.
Die Zuhörer bei öffentlichen Reden begrüßte sie gerne mit den Worten: „Wie Heinrich VIII. von England zu jeder seiner Frauen sagte: Haben Sie keine Angst. Ich werde Sie nicht lang aufhalten“ (‘As Henry the Eighth said to each of his wives,’ she told audiences too many times, ‘Don’t worry. I won’t keep you long’).
Bei einem Fototermin mit einem Politiker aus Jugoslawien sagte sie: „Wissen Sie, dass ich noch nie in der Tschechoslowakei war?“ Nachdem dieser ihr antwortete „Frau Bürgermeisterin, ich bin aus Jugoslawien“, sagte sie wiederum: „Ich weiß das. Aber die Wahrheit ist, dass ich noch nie in der Tschechoslowakei war“.

### Kandidaturverzicht 1993 und Würdigung
1993 kam es zu Kritik an Masloffs politischen Zielen, nachdem verschiedene High-Tech-Unternehmen und damit Tausende von Arbeitsplätzen in Industrieparks in Vorstädte mit geringeren Steuern verlagert worden waren und es zu langen Streiks von Zeitungen und Transportunternehmen kam. Wenngleich Pittsburgh durch die geringe Kriminalitätsrate, bezahlbaren Wohnraum, gute Schulen und eine reichhaltige Kulturszene lebenswert blieb, waren Wählerwanderungen zu befürchten.
Dies führte dazu, dass sie auf eine erneute Kandidatur bei der Bürgermeisterwahl am 2. November 1993 verzichtete. In den Vorwahlen der Demokratischen Partei konnte sich Tom Murphy, damals Mitglied im Repräsentantenhaus von Pennsylvania, deutlich mit 49.530 Stimmen (71,9 Prozent) gegen den damaligen Präsidenten des Stadtrates, Jack Wagner, durchsetzen, der nur auf 19.338 Stimmen (28,1 Prozent) kam. Bei der eigentlichen Bürgermeisterwahl am 2. November 1993 entfielen auf Tom Murphy schließlich 57.172 Wählerstimmen (66,2 Prozent), der sich damit gegen vier Gegenkandidaten durchsetzen konnte.
In einer Pressemitteilung anlässlich ihres Todes würdigte der amtierende Bürgermeister von Pittsburgh, Bill Peduto, Sophie Masloff als eine „durch Gnade und Humor getarnte Vorreiterin“, die „Pittsburgh personifizierte, nett und zugänglich war, die man aber niemals unterschätzen durfte“. Aus ihrer Ehe mit Jack Masloff ging eine Tochter hervor.